# Ryotaro Meshino
Ryotaro Meshino (食野 亮太郎 Meshino Ryotaro?), född 18 juni 1998 i Osaka prefektur, är en japansk fotbollsspelare som spelar för Rio Ave, på lån från Manchester City.
Meshino började sin karriär 2016 i Gamba Osaka. Han spelade 23 ligamatcher för klubben. 2019 flyttade han till Manchester City.